# 西院ミュージックフェスティバル
西院ミュージックフェスティバル とは、毎年、京都市右京区西院で2002年から行われているストリートコンサートである。西フェス・西院フェスとも呼ばれる。(ただし、実行委員会では西院フェス（サイフェスと発音）の略称を推奨している）
西院に関連する3人の22、3歳の若者達により、とある酒の席から生まれた。
主に京都のミュージシャンが年齢・性別・ジャンルを問わず、約100組ほどが参加している。西院春日神社をメイン会場に、西院の多く店舗（Joshin西院店・モスバーガー西院店などの約20店舗）が会場となり、無料（チップ制）のライブで毎年二日間に渡って行われる。飲み屋やカフェ以外にも、電車(嵐電嵐山本線)・車庫(嵐電嵐山本線)西院車庫内・神社・幼稚園・銭湯・ライブハウスなどもライブ会場になる。ジャンルは様々であるが、ロックや弾き語りブルース、ジャズなどが中心であり、ハードロックやヘビーメタルというものも少なからず演奏される。毎年、ブルースやジャズのようなアコースティックな音楽のほうが多く演奏される。
西院ミュージックフェスティバルだが、西院駅周辺だけで行われているわけではない。
過去参加ミュージシャンには木村充揮（元憂歌団）、石田長生、有山じゅんじ、BONOBOS、THE　Micetice、little fats&swingi'n hot shot party、大阪モノレール、copa salvo、Asa festoon、高鈴、ザッハトルテ、THE　TWINS、ジュスカグランペール、ギターパンダ、ウルフルケイスケ、タテタカコ、天野SHO、西野やすし、春ズブルースクラブ、松千、ザ・コブラツイスターズ、杉本戦車など数多くのミュージシャンがいる（順不同・敬称略）

## 運営
費用は募金の他、スポンサー収入、ビール収入、Tシャツ収入等で運営でまかなわれている。また、スタッフも全てボランティアである。収益は前年度までの赤字補填・次年度への繰り越しに使われ、余った場合は授産施設等に寄付される場合もある。なお、チップは演奏ごとに回収され各ミュージシャンに全額手渡されるため、運営費ではない。

## 入場方法
入場券・整理券の類はなく、当日会場に直接行くだけ入場することが出来る。
但し、電車ライブについては運賃200円(小児100円)が必要となる。

## アクセス
- 阪急京都線西院駅
- 嵐電嵐山本線西院駅
- 京都市バス・京都バス　西大路四条停留場